# Антипасат
Антипасати су висински ветрови, који дувају од екватора према половима (Северном и Јужном), и имају супротан смер кретања од пасата. Висинске ваздушне струје скрећу удесно од правца градијента. Услед тога се на северној полулопти образују југозападни висински ветрови, а на јужној полулопти северозападни. То су антипасати и они дувају на висини од 2.5 - 3 km, а изнад екватора на висини од 9 km. Према суптропским ширинама висина им се постепено смањује, а брзина слаби.